# Giacomo Camillo De Carlo
Giacomo Camillo De Carlo (Venezia, 6 aprile 1892 – Vittorio Veneto, 29 marzo 1968) è stato un ufficiale, aviatore e diplomatico italiano.
Giacomo Camillo De Carlo nacque a Venezia il 6 aprile 1892, figlio di Marco e di Paola Morpurgo, sorella del filologo triestino Salomone Morpurgo. Tenente di cavalleria del Regio Esercito durante la prima guerra mondiale, ricoprì il ruolo di osservatore su velivoli del Corpo Aeronautico Militare si distinse per più episodi che gli valsero diverse decorazioni, venendo insignito anche della medaglia d'oro al valore militare per la sua opera di coordinamento della resistenza al di là delle linee nemiche.
Il 7 giugno 1916 volava nella 25ª Squadriglia fino al 10 novembre 1917 ed in seguito fu tra i creatori della Giovane Italia, il reparto segreto che prendeva terra nelle linee nemiche portando informatori in borghese sui Voisin III. 
Nel periodo interbellico, dal 1931 al 1938, fu a capo dell'amministrazione comunale di Vittorio Veneto.